# Gare de Saint-Maurice-de-Beynost
Gare de Saint-Maurice-de-Beynost – przystanek kolejowy w Saint-Maurice-de-Beynost, w departamencie Ain, w regionie Owernia-Rodan-Alpy, we Francji.
Jest przystankiem kolejowym Société nationale des chemins de fer français (SNCF), obsługiwanym przez pociągi TER Rhône-Alpes.